# LoDagaa
LoDagaa (o LoDagaba o LoDagara) è l'etnonimo con il quale si fa riferimento ad una popolazione del gruppo alto-voltaico Lobi, presente nell'estrema area nord-occidentale del Ghana; la definizione netta dell'etnia in relazione a questa particolare zona di confine tra Ghana, Burkina Faso e Costa d'Avorio risulta particolarmente difficile a causa della straordinaria molteplicità e ricchezza culturale delle popolazioni che la abitano.

## Caratteristiche principali delle popolazioni LoDagaa e LoWiili
L'esperienza coloniale e l'attività etno-antropologica hanno senza dubbio contribuito alla trasformazione di queste società a partire proprio dalla difficile questione dell'etnonimo. 
Jack Goody, il principale antropologo inglese che si è occupato delle popolazioni di questa regione sin dagli anni ‘50, ci presenta i LoDagaa in stretta relazione con un altro gruppo, i LoWiili, innanzitutto per la vicinanza fisica, infatti entrambe le popolazioni sono basate nel distretto di Lawra; inoltre, dagli studi dell'eminente antropologo, emerge chiaramente il fatto che i due gruppi etnici presentano molte somiglianze nell'organizzazione sociale, nelle pratiche simbolico-religiose e nelle tradizioni orali. 
Si tratta in entrambi i casi di società dette “acefale” o a potere diffuso, in cui cioè non si rileva la presenza di una o più figure al vertice del potere politico e sociale. Questo tipo di società, presenti in molte zone dell'Africa sub-sahariana ma non solo, è caratterizzata dalla distribuzione dei poteri tra i gruppi di lignaggio o tra questi gruppi e altre associazioni come le classi d'età o i consigli di villaggio.
Pur condividendo la stessa regione, i LoDagaa e i LoWiili hanno occupato due differenti aree cittadine: i primi nell'area di Tom e i secondi a Birifu. 
In realtà, la complessa realtà territoriale non permette una suddivisione precisa; i distretti, le città, i villaggi LoDagaa e LoWiili si alternano uno con l'altro, palesando la vivacità degli scambi in atto.  
La forma di residenza è piuttosto simile e prevede uno spazio recintato per il bestiame, dove si trovano anche i luoghi sacri agli antenati, e la casa vera e propria il cui accesso è dato da una gradinata che porta sul tetto dove si ridiscende nella zona desiderata. L'accesso alle donne è separato così come quello degli stranieri. 
Una differenza importante è invece data dal criterio di discendenza ereditaria, quindi di lignaggio: i LoWiili presentano un sistema di discendenze di tipo patrilineare, dunque si ereditano beni e cariche lungo la linea genealogica paterna, mentre i LoDagaa seguono lo stesso indirizzo ereditario per ciò che concerne i beni fondiari ma ereditano secondo la discendenza matrilineare tutti i beni mobili.

## La questione linguistica nella regione "Dagara Birifor"
Da almeno due secoli, le popolazioni che abitano questa regione dell'Africa sub-sahariana occidentale presentano una uniformità linguistica e culturale piuttosto considerevole che si è modificata nel tempo in base a diversi fattori; l'esperienza coloniale e quella etno-antropologica hanno indubbiamente inciso nella trasformazione di queste società, a partire proprio dalla definizione dell'etnonimo. 
Caratteristiche culturali, linguistiche e storiche legano di fatto queste diverse popolazioni in una rete di relazioni e riferimenti che trascendono nettamente i confini tracciati geo-politicamente.
Nel corso del XX secolo, gli studi in prevalenza a carattere etno-linguistico di Labouret, di Delafosse, di Westermann e di Pére hanno evidenziato l'esistenza di quest'area, comprendente un insieme eterogeneo e numeroso di gruppi etnici, denominata come “région Lobi”; le espressioni “Dagara country” o “Birifor country” sono invece quelle utilizzate dell'amministrazione coloniale inglese e dall'antropologia sociale britannica, in particolare da Rattrey .   
I due termini Lobi e Dagara sono stati impiegati spesso indistintamente in riferimento a queste realtà e nel corso degli anni si sono definite delle convenzioni linguistiche più o meno adottate anche dagli stessi attori sociali in questione.
Wa, Wiili, Dagara, Dagaba, Dagari, Dagarti sono solo alcune delle diverse denominazioni etniche anglofone e francofone presenti nella letteratura etnografica. 
Il prefisso Lo è stato introdotto da Jack Goody al fine di individuare quelle popolazioni che seguivano un sistema di discendenze misto, situate soprattutto nella zona occidentale della regione: in seguito, LoDagaba-LoDagaa e LoWiili vennero differenziati sempre più dalla diversa collocazione logistica per cui, in una accezione più ampia, LoDagaba si riferirebbe alle popolazioni nei dintorni di Wa, Nadoli, Tom e Jirapa che parlerebbero il Dagaare mentre le città di Diébougou, Birifu e Dano sarebbero abitate dai Wiili. Dagara sarebbe invece il nome delle popolazioni del distretto di Lawra e di Nandom nonché di quelle che abitano alcune piccole cittadine del Burkina Faso sud-occidentale.
La regione abitata dai LoDagaa e i LoWiili, in particolare quella al confine tra Ghana e Burkina Faso che fiancheggia il corso del Volta Nero, presenta le caratteristiche climatiche e paesaggistiche tipiche della savana, come la divisione dell'anno in due stagioni, quella secca e quella piovosa. 
Anche dal punto di vista culturale, si rilevano aderenze alle culture limitrofe: i fabbri, come i suonatori di balafon e gli artigiani in genere, sono considerati come figure ambivalenti, straordinarie per i loro poteri e potenzialità particolari ma al tempo stesso proprio in virtù di ciò anche pericolosi e misteriosi.
Il sistema religioso accorda grande importanza agli antenati, esseri sovrannaturali verso i quali si presta un culto continuo e sofisticato . 
Queste figure religiose sono particolarmente significative presso queste popolazioni in quanto si pongono come intermediarie tra il mondo terreno e quello celeste; la relazione con la divinità creatrice, una sorta di deus otiosus sostanzialmente disinteressato alle vicende degli umani, è pertanto indiretta. 
Come è stato dimostrato dai numerosi e approfonditi studi di Goody , l'insieme delle complesse pratiche rituali, legate soprattutto alla morte e alle cerimonie funerarie, si interseca con le dinamiche economiche e sociali di queste popolazioni.
La trasmissione dei beni, sia di quelli fondiari che di quelli mobili, come arnesi da lavoro, bestiame, raccolti ed armenti, avviene solo dopo la morte del proprietario, ad eccezione di tutto ciò che può essere trasferito ai figli per il matrimonio. 
Anche le cariche sociali e religiose, come quella del capo della terra e del custode dei luoghi sacri agli antenati, vengono trasmesse di padre in figlio, secondo i diversi modelli di discendenza. Presso i LoWiili, la condizione delle donne è subordinata al patrilignaggio del marito. L'importanza attribuita al lignaggio è soprattutto in relazione alle terre da coltivare; questa caratteristica è presente anche presso i vicini Tallensi, di cui si è largamente occupato Meyer Fortes , il “maestro” dello stesso Goody.

## Cerimonie e riti funebri
Le cerimonie e i riti funebri presso i LoDagaa sono vissuti collettivamente, tutti gli abitanti del villaggio e a volte anche quelli dei villaggi vicini sono coinvolti anche se a diversi livelli. Sostanzialmente, si tratta di quei riti di passaggio, individuati da Arnold Van Gennep , detti “umani” poiché legati ai principali eventi della vita umana, ovvero nascita, matrimonio e morte. Alla stessa categoria appartengono i riti di afflizione che si svolgono in seguito ad un decesso e che hanno la duplice funzione di riequilibrare i rapporti all'interno della parentela e della stessa società e di permettere uno sfogo pubblico delle emozioni derivate dall'evento luttuoso. Le cerimonie funebri hanno inoltre il preciso scopo di favorire il passaggio del defunto dalla condizione umana a quella ultraterrena, nonché di sostenere la trasformazione dell'anima per l'accesso al mondo degli antenati.
Le pratiche rituali legate alla morte presso i LoDagaa si fondano, infatti, su di una particolare concezione dell'anima: pur presentandosi come unitaria, l'idea dell'anima è fatta di tre elementi distinti, che si manifestano rispettivamente nel sogno, nella vita quotidiana e nella terra degli Spiriti Ancestrali e degli Antenati. 
Il tempo di questi rituali è estremamente variabile, generalmente si protraggono per qualche settimana, ma a volte possono durare dei mesi o degli anni. Sostanzialmente il complesso cerimoniale può essere suddiviso in quattro momenti distinti. 
La prima cerimonia funebre riguarda il trattamento della salma e la sua sepoltura. Si tratta di un fenomeno rituale molto elaborato che comprende i lamenti dei parenti del defunto e di alcuni membri della comunità, le performance mimetiche che esplicitano la separazione tra il mondo dei vivi e quello dei morti e che ristabiliscono le relazioni dei gruppi di discendenza e le eredità materiali e simboliche che appartennero al defunto.   
In seguito, la dimensione del rito si restringe alla cerchia dei parenti stretti e assume una connotazione decisamente esoterica: si distribuisce la carne per i sacrifici, la moglie o le mogli del defunto vengono purificate affinché possano riassestarsi i diritti sulle stesse, si attribuiscono i ruoli sociali che furono del defunto attraverso un pasto commensale dei parenti ed infine si effettuano riti di purificazione sulla casa e sui beni, affinché possano essere ridistribuiti secondo le regole della discendenza.
L'ultima fase si svolge all'inizio della stagione delle piogge, dura circa tre giorni e ha l'obiettivo di scoprire le cause della morte e gli eventuali esecutori. La morte per i LoDagaa non è quasi mai un evento naturale: le procedure per accertarne lo svolgimento e le responsabilità non escludono neanche i figli e le mogli. 
Per questo preciso scopo vengono eseguite tre cerimonie: quella della Birra del Divinatore (The Diviner's Beer), quella della Birra Amara del Funerale (The Bitter Funeral Beer) ed infine la cerimonia della Birra a Funerale Freddo (Cool Funeral Beer). L'uso di questa bevanda, preparata artigianalmente dalle donne facendo fermentare miglio o sorgo, si lega al rapporto con la terra e con i suoi frutti: la birra è la bevanda degli anziani e delle libagioni agli spiriti degli antenati.
Il complesso insieme di pratiche rituali legate al decesso comporta una notevole spesa economica che investe anzitutto i familiari e, in secondo luogo, anche altri membri della comunità. Il pagamento dei becchini e dei musicisti è a contributo libero individuale, mentre l'acqua per la preparazione della birra deve essere offerta dagli amici del più anziano della famiglia colpita dal lutto; sono considerati invece d'obbligo i contributi del suocero e del cognato, che consistono in animali, per lo più gallinacei o polli e in sacchi di miglio o sorgo.

## Il mito Bagre
Il mito del Bagre, uno degli esempi più significativi di tradizione orale africana, rientra nella categoria del sũnsuolo, racconto popolare, genere molto diffuso in Africa; tra le culture Ashanti del Ghana meridionale il termine per indicare lo stesso tipo di racconti è anansesem ovvero “parole sul ragno”: si narra che questo animale, con la sua tela, colleghi la terra al cielo, dunque simbolicamente il mondo umano con quello divino. 
Il Bagre dei LoDagaa lega indissolubilmente la sua notorietà in Occidente alla figura di Jack Goody che nel 1972 pubblicò un importante saggio intitolato appunto The Myth of Bagre. 
La parola “bagre” deriva dal termine polivalente bagr, letteralmente “malessere mistico”, associabile all'idea di mito, di società iniziatica e di narrazione orale del mito stesso.
Nella pratica rituale si distingue il Bagre bianco, descrizione del “malessere mistico” e il Bagre nero, trattato filosofico sulle problematiche esistenziali dell'uomo.
Il Bagre va inteso non solo come un racconto ma in accezione più ampia come una performance che include danze e musiche eseguite per divertire –in senso etimologico, de-vertere “cambiare direzione”. 
I bambini e gli iniziati costituiscono generalmente la maggior parte del pubblico del Bagre. Sia il Bagre bianco che quello nero raccontano la storia di giovane e di un anziano che si spingono nel mondo degli esseri selvaggi e poi fino in cielo alla ricerca del modo per curare l'umanità dai suoi principali mali, la malattia, la morte, la fatica e le difficoltà della sopravvivenza; durante questo viaggio i protagonisti come gli spettatori vengono a conoscenza di molte altre cose che riguardano gli uomini, la società e il loro ambiente terreno e ultraterreno. 
Il fatto curioso, secondo Goody, è che innanzitutto esistono chiaramente dei LoDagaa non iniziati al Bagre che vivono benissimo anche senza; in secondo luogo, pur celebrandosi come strumento cognitivo fondamentale per imparare a stare al mondo, non insegna assolutamente nulla di particolarmente utile o che i LoDagaa non sappiano già fare. Nelle sue numerose varianti, il Bagre insiste sulle medesime difficoltà umane quasi a sottolineare che le risposte non sono mai del tutto soddisfacenti e che vanno dunque promossi continuamente cambiamenti e innovazioni. Questa caratteristica “aperta” del Bagre si rispecchia perfettamente nella dimensione recitativa del rituale, di per sé creativa e generatrice di nuove forme.